# Coppa Continentale 2023-2024 (hockey su pista)
La Coppa Continentale 2023-2024 è stata la 42ª edizione (la venticinquesima con la denominazione Coppa Continentale) dell'omonima competizione europea di hockey su pista. La manifestazione è stata disputata a Sant Hipòlit de Voltregà dal 30 settembre al 1º ottobre 2023.
A conquistare il trofeo è stato il Porto al secondo successo nella sua storia.

## Squadre partecipanti
| Club     | Qualificazione                   | Partecipazioni precedenti (il grassetto indica la vittoria) |
| -------- | -------------------------------- | ----------------------------------------------------------- |
| Porto    | Detentore della Champions League | 1982-83, 1983-84, 1986-87, 1990-91, 2018-19, 2019-20        |
| Valongo  | Finalista della Champions League | 2022-23                                                     |
| Voltregà | Detentore della Coppa WSE        | 2002-03                                                     |
| Braga    | Finalista della Coppa WSE        | Esordiente                                                  |

## Risultati

### Semifinali
| Sant Hipòlit de Voltregà 30 settembre 2023, ore 17:00 CEST | Porto | 6 – 1 | Braga | Pavelló Victorià de la Riba |

| Sant Hipòlit de Voltregà 30 settembre 2023, ore 19:45 CEST | Voltregà | 4 – 0 | Valongo | Pavelló Victorià de la Riba |

### Finale
| Sant Hipòlit de Voltregà 1º ottobre 2023, ore 12:15 CEST | Porto | 5 – 3 | Voltregà | Pavelló Victorià de la Riba |